# Uragiri - Il tradimento conosce il mio nome
Uragiri - Il tradimento conosce il mio nome (裏切りは僕の名前を知っている?, Uragiri wa Boku no Namae o Shitteiru) è un manga shōnen-ai soprannaturale scritto e illustrato da Odagiri Hotaru. È stato serializzato dall'ottobre 2005 al marzo 2017. Un adattamento animato dell'opera prodotto da J.C.Staff è andato in onda in Giappone su Chiba TV dall'11 aprile al 19 settembre 2010.

## Trama
Yuki Sakurai è un adolescente con un potere misterioso. Fu abbandonato alla nascita vicino all'orfanotrofio Asahi. A causa di quell'evento Yuki lotta per essere indipendente; odia essere un peso per chiunque gli si avvicini ma allo stesso tempo ha paura di rimanere solo. Inoltre, da quando può ricordare, ha una strana abilità che consiste nel poter sentire le emozioni altrui con il semplice tocco. Incapace di controllare questo potere ha spesso, a causa di ciò, commesso degli errori. In seguito incontra uno sconosciuto misterioso che gli salva la vita sebbene, per qualche motivo, sente come se si fossero già incontrati. Mentre eventi nefasti si susseguono e la sua abilità diventa sempre più forte appare improvvisamente un uomo che afferma di essere suo fratello maggiore.

## Personaggi
Yuki Giou (Sakurai) (桜井(祗王)夕月?, Sakurai (Giō) Yuki)
Doppiato da Sōichirō Hoshi

Yuki Giou e Zess (Luka) in una scena dell'anime.

È la reincarnazione di Kami no hikari (神の光? lett. "Luce di dio"). Yuki è il protagonista della serie ed è una matricola del liceo. Sua madre lo ha abbandonato alla nascita, per proteggerlo, lasciandolo all'orfanotrofio di Asahi. Quando Yuki tocca qualcuno che sta soffrendo emotivamente è in grado di leggere le sue emozioni e il suo passato. Questa sua abilità lo fa soffrire molto ma inaspettatamente è diventato un individuo inflessibile. Senza alcun ricordo della sua vita passata sente una strana nostalgia per Zess e finisce per affidarsi a lui. Dopo aver lasciato l'orfanotrofio va a vivere alla Twilight Mansion diventando noto come "Giou Yuki". Yuki è il membro più importante del clan Giou. Viene anche menzionato come il "maestro" degli altri Zweilts. La sua tecnica speciale si chiama "Halo Wall" e consiste nel creare una barriera di luce intorno agli altri compagni di squadra per proteggerli dagli attacchi, tuttavia, essa non può essere usata a lungo dato che richiede molta energia. L'abilità di Yuki è quella di sopportare il dolore e i "peccati" delle altre persone. Riesce anche a guarire gli altri Zweilts riversando le loro ferite su sé stesso, di solito con uno sforzo tale da rimanere incosciente per diversi giorni. Gli altri Guardiani Zweilt sentono un gran senso di colpa per questo. Yuki si è reincarnato molte volte, tuttavia, questa è la prima volta che si trova in un corpo maschile (viene detto che questo potrebbe essere un segno che l'eterna lotta tra umani e demoni sta volgendo al termine).
Zess (Luka Crosszeria) (ゼス(ルカ＝クロスゼリア?, Zesu (Ruka Kurosuzeria))
Doppiato da Takahiro Sakurai
È un uomo con occhi argentei e capelli neri, protegge Yuki, senza farsi notare, fin dalla sua nascita. Pur essendo un Duras (un demone) è un alleato del clan Giou e viene considerato "un traditore" dagli altri Duras. Anche se la sua vera età è sconosciuta il suo aspetto è simile a quello di uno studente universitario. Normalmente riservato e indifferente le sue espressioni facciali si attenuano quando è con Yuki.
La sua relazione con Yuki risulta essere complessa. Si dedica completamente a lui considerandolo più importante di qualsiasi altra cosa al mondo eppure non gli dirà subito della loro relazione nella vita precedente di Yuki. Fu durante l'ultima guerra che entrò nel Clan Giou, ciò a causa di un "contratto" vincolante stretto con Yuki.
Luka è un discendente della "famiglia dei peccatori" (Zess) ed è un demone di alto grado (Opasts). Essendo l'unico Crosszeria con un Brand Zess rosso è anche conosciuto come "Bloody Cross". Luka combatte con una grande spada nera ed è in grado di usare una potente magia. Ha un potente drago Salamander (Sodom) come famiglio. Un tempo era un fedele del re demone e beveva il suo sangue, questo spiega perché è così forte.
Durante la storia Luka e Yuki si innamorano l'uno dell'altro (complice la vita precedente di Yuki).

### Guardiani Zweigelt
Tsukumo Murasame (叢雨九十九?, Zesu (Murasame Tsukumo))
Doppiato da Jun Fukuyama
È il portatore del Kami no Mimi (Orecchie di Dio). È un ragazzo delle superiori che appare a Yuki insieme con sua sorella all'inizio della saga. È uno dei guardiani Zweilt e fa parte del clan Giou. I suoi poteri sembrano essere: la capacità di parlare con gli animali, percepire le persone, "sentire" le voci dei cuori delle persone, "sentire" i ricordi legati a un oggetto, avere un udito straordinario, proiettare la sua voce/pensieri nonché la capacità di estrarre una pistola dal suo anello. Il nome della sua pistola è Knell (Funeral Bell). Per qualche motivo ha sempre degli spuntini con lui. Sembra essere molto vicino alla sorella maggiore Toko, che chiama Toko-chan, ed è molto protettivo con lei. Viene gravemente ferito da Reiga nell'episodio 10 della serie animata ma Yuki riesce a guarirlo.
Toko Murasame (叢雨十瑚?, Murasame Tōko)
Doppiata da Marina Inoue
È la sorella maggiore di Tsukumo, è parente di Yuki ed è una guardiana. Il suo anello è in grado di creare un'enorme spada chiamata Eon (Eternity). Frequenta la stessa scuola superiore di suo fratello dove la loro vicinanza rende gelose tutte le altre ragazze. È molto affezionata a Yuki (che chiama Yuki-chan). È la guardiana che interagisce maggiormente con Luka e, a volte, arrossisce quando gli è vicina, questo è dovuto al fatto che nella sua vita passata lei aveva un amante che assomigliava a Luka.
Hotsuma Renjō (蓮城焔椎真?, Renjō Hotsuma)
Doppiato da Daisuke Ono
È il portatore del Kami no koe (Voce di Dio). Hotsuma è uno dei guardiani Zweilt e ha un controllo incerto sul suo dono, che di solito si manifesta con del fuoco. È irascibile e impulsivo. È stato amico di Shūsei fin dall'infanzia. All'inizio non gli piace Yuki, dal momento che pensa che lui abbia la stessa personalità che aveva nella sua vita precedente, ma con il tempo sembra che si avvicini un po' a lui. Era praticamente abbandonato dai suoi genitori che lo etichettavano come "un mostro" e l'unica volta che tentano un contatto con lui è per chiedergli dei soldi. Il passato di Hotsuma fu segnato dal suo dono che utilizzò per proteggere un compagno di classe da dei bulli, ciò comportò il suo isolamento sociale. In seguito, ha tentato di uccidersi, ma Shūsei lo fermò, ustionandosi nel processo. Hotsuma si incolpa costantemente per la cicatrice di Shūsei e ha paura di ferire qualcun altro, ma Yuki è in grado di calmarlo. Il suo anello produce una lama sinuosa chiamata "Masterstroke" (Divine Skill).
Shūsei Usui (碓氷愁生?, Usui Shūsei)
Doppiato da Mamoru Miyano
È il portatore del Kami no me (Occhi di Dio). Shūsei, anche lui fa parte dei guardiani, è l'amico d'infanzia di Hotsuma. Aiuta la polizia a risolvere i crimini con il suo "sesto senso". Combatte usando sfere di cristallo che usa principalmente per sostenere gli alleati e con un paio di spade corte chiamate Kurai Kurou (Crimine e punizione). Sembra essere una persona tranquilla e sensibile. Ha la tendenza a non mangiare molto poiché non ha molto appetito. Scompare improvvisamente, dopo aver visto che Hotsuma era in buoni rapporti con Yuki, affermando che ha "servito il suo scopo" riconoscendo il fatto che Yuki è stato in grado di infrangere le paure di Hotsuma. In seguito viene rapito da Ashley e viene calato in un profondo sonno eterno. Tuttavia, Hotsuma usa il suo Kami no koe per ordinargli di "vivere", il che lo riporta cosciente.
Kuroto Hourai (蓬莱 黒刀?, Hourai Kuroto)
Doppiato da Hiroshi Kamiya
È un giocatore prodigio professionista di shōgi ed è molto tranquillo e serio. Una volta che decide di fare qualcosa farà tutto il possibile per eseguire il suo compito anche se significa smettere di fare qualcosa che ama (ad esempio, giocare a shōgi). Si è innamorato dello shōgi dopo essere stato accolto dal nonno di Senshirou. Ha perso il suo partner originale durante la guerra e lo ha sostituito con Senshirou (il suo secondo partner). Combatte con una katana nera chiamata Izanagi (Inferno).
Senshirou Furuori (降織 千紫郎?, Furuori Senshirou)
Doppiato da Satoshi Hino
È uno Zweilt in addestramento ed è un Klutz per natura. Decise di diventare zweilt dopo che suo nonno fu ucciso da Cadenza mentre proteggeva lui e Kuroto. Ha un profondo amore per la calligrafia ed è uno studente universitario che studia arte. Usa un grande pennello calligrafico per evocare incantesimi e creare la sua arma, una falce gigantesca chiamata Death Scythe.

### Clan Giou
Takashiro Giou (祇王 天白?, Giou Takashiro)
Doppiato da Takehito Koyasu
È a capo del clan Giou. Viene rivelato, durante la serie, che Takashiro ha eseguito un rituale proibito che gli ha permesso di prendere un Duras nel suo corpo. A causa di questo egli, a differenza dei Guardiani Zweilt, non si è mai reincarnato e, invece, ha vissuto per più di mille anni. Possiede un grimorio (il Libro di Salomone) molto simile a quello di Kanata. Viene detto che Reiga era un suo amico. Egli è colui che permette a Yuki e agli altri Zweilts di reincarnarsi per poter continuare a combattere Reiga. Durante la serie si scusa per aver mentito a Yuki per essersi spacciato per suo fratello ma lui lo perdona, dicendogli che, nonostante ciò, Takashiro è ancora molto importante per lui.
Tachibana Giou (祇王 橘?, Giou Tachibana)
Doppiato da Shinichiro Miki
È il curatore della Twilight Mansion ed è un membro del clan Giou. Tachibana ha una personalità ottimistica e gli piace mantenere viva la conversazione. Nel manga è menzionato che potrebbe essere un Opast.
Isuzu Fujiwara (藤原 彌涼?, Fujiwara Isuzu)
Doppiato da Ken Narita
Isuzu è il medico di famiglia del clan e lavora a tempo pieno nell'infermeria della Twilight Mansion.

### Altri personaggi
Kanata Wakamiya (若宮奏多?, Wakamiya Kanata)
Doppiato da Akira Ishida
È l'amico d'infanzia di Yuki ed è cresciuto con lui nell'orfanotrofio. Yuki lo considera un fratello maggiore e voleva emulare la sua indipendenza. Kanata è il portatore del "Libro di Raziel". Kanata ha chiesto spesso a Yuki di venire a vivere con lui e sembra essere contro la scelta di Yuki di vivere nella Twilight Mansion. Il suo aspetto sembra molto simile a quello di Giou Reiga e infatti è la sua reincarnazione umana. A causa di un incidente, non specificato, che coinvolge il fuoco è arrivato a odiare gli umani e desidera la loro distruzione, sebbene abbia un rapporto conflittuale sull'opportunità o meno di uccidere Yuki.
Yuki (vita precedente) (ユキ(前世?)
Doppiata da Yukana
Si innamorò di Zess (Luka) e viene spiegato che è per questo Luka tradì il Re. Nel manga Hotsuma ha detto di essere testarda e orgogliosa. Si è reincarnata in Yuki Giou grazie al suo ultimo desiderio prima di morire. Alcuni membri credono che la reincarnazione in un sesso opposto sia un segno che i combattimenti stanno volgendo al termine.
Ibuki Shikibe (式部 為吹?, Shikibe Ibuki)
Doppiata da Yuri Amano
È la segretaria di Takashiro. Ibuki è anche la sorella di Tsubaki ed è la zia di Yuki da parte di madre.
Tsubaki Shikibe (式部 椿姫?, Shikibe Tsubaki)
Doppiata da Hōko Kuwashima
È la sorella minore di Ibuki ed è una delle zie di Yuki da parte di madre. È fidanzata con Senshirou. Odia la maggior parte degli uomini con l'eccezione di Yuki e Senshirou.
Fuyutoki Kureha (呉羽 冬解?, Kureha Fuyutoki)
Doppiato da Kenji Hamada
È il maggiordomo della residenza principale del clan Giou.
Aya Kureha (呉羽 綾?, Kureha Aya)
Doppiata da Sayuri Yahagi
Si prende cura di dei residenti della Twilight Mansion. È la sorella minore di Fuyutoki.
Katsumi Tooma (遠間 克己?, Tooma Katsumi)
Doppiato da Nobuhiko Okamoto
Katsumi è il cuoco che lavora a tempo pieno alla "Twilight Mansion" ed è uno chef di livello internazionale. Ha creato un pane fatto di pomodoro per Hotsuma.
Masamune Shinmei (神命 正宗?, Shinmei Masamune)
Doppiato da Shintarō Asanuma
È un membro del clan Giou ed è un necromante alle prime armi.
Oboro (おぼろ?)
Doppiato da Ayumi Shinoda
Era il compagno di Kuroto ma fu ucciso da Cadenza.

### Opasts
Ashley (アシュレイ?, Ashurei)
Doppiata da Kana Ueda
È una Opast responsabile della sindrome della "Bella addormentata" e del rapimento di diversi studenti. Le piacciono gli adolescenti di bell'aspetto e ha una legione di Duras di bassa classe al suo comando.
Elegy (エレジー?, Erejī)
Lei è una Opast di classe generale innamorata di Zess (Luka). Nel manga Luka dice che Elegy è in realtà un maschio anche se Elegy dice di essere di entrambi i sessi.
Cadenza (カデンツァ?, Kadentsa)
È un Opast di classe generale che ha ucciso il precedente compagno di Kuroto lasciando però Kuroto vivo. Dopo che Kuroto fu reincarnato e messo sotto la custodia del nonno di Senshirō per l'addestramento Zweilt, Cadenza tornò per uccidere Kuroto. Il vecchio morì per proteggere Senshirō e Kuroto. È anche conosciuto come "Master Killer" a causa della sua reputazione di uccidere la persona che lo convoca.
Luze (ルゼ?, Ruze)
Doppiatore giapponese: Shinnosuke Tachibana
È il fratello gemello minore di Luka. A differenza di Luka ha gli occhi color ametista, i suoi capelli sono più lunghi e vengono tenuti legati in una coda di cavallo.
Jekyll & Hyde (ジキル＆ハイド?, Jikiru & Haido)
Sono due fratelli gemelli che combattono in squadra. Nell'anime, dopo che Jekyll è stato ucciso, Elegy ha permesso a Hyde di bere il suo sangue rendendolo più forte, così facendo ha acquisito un nuovo potere che gli permette di creare una copia di sé stesso, quasi a simulare il fatto che Jekyll fosse ancora vivo. Nel manga sia Jekyll sia Hyde furono uccisi nella stessa battaglia.

## Media

### Manga
La serie cartacea è incominciata sulla rivista Shōjo Monthly Asuka nell'ottobre 2005. Il primo volume è stato pubblicato, in Giappone, da Kadokawa Shoten nel luglio 2006. Con la conclusione delle pubblicazioni, a maggio 2017, la serie gode di tredici volumi.
L'opera è stata pubblicata in Italia da Panini Comics sotto il nome Uragiri - Il tradimento conosce il mio nome. La serie italiana è incominciata il 23 gennaio 2011 ed è terminata il 18 gennaio 2018 per un totale di 13 volumi.

#### Volumi
| Nº | Data di prima pubblicazione | Data di prima pubblicazione | Data di prima pubblicazione |
| Nº | Giapponese                  | Giapponese                  | Italiano                    |
| -- | --------------------------- | --------------------------- | --------------------------- |
| 1  | 21 luglio 2006              | ISBN 978-4-04-853971-5      | 31 dicembre 2010            |
| 2  | 23 maggio 2007              | ISBN 978-4-04-854090-2      | 7 aprile 2011               |
| 3  | 21 novembre 2007            | ISBN 978-4-04-854135-0      | 9 giugno 2011               |
| 4  | 20 giugno 2008              | ISBN 978-4-04-854187-9      | 11 agosto 2011              |
| 5  | 23 gennaio 2009             | ISBN 978-4-04-854276-0      | 13 ottobre 2011             |
| 6  | 22 agosto 2009              | ISBN 978-4-04-854360-6      | 10 novembre 2011            |
| 7  | 19 marzo 2010               | ISBN 978-4-04-854441-2      | 12 gennaio 2012             |
| 8  | 21 ottobre 2010             | ISBN 978-4-04-854543-3      | 8 marzo 2012                |
| 9  | 17 settembre 2011           | ISBN 978-4-04-854687-4      | 17 maggio 2012              |
| 10 | 21 giugno 2012              | ISBN 978-4-04-120264-7      | 20 dicembre 2012            |
| 11 | 24 ottobre 2012             | ISBN 978-4-04-120469-6      | 21 novembre 2013            |
| 12 | 26 agosto 2016              | ISBN 978-4-04-104089-8      | 2 novembre 2017             |
| 13 | 23 maggio 2017              | ISBN 978-4-04-105532-8      | 18 gennaio 2018             |

### Drama CD
Un drama CD sulla serie fu pubblicato nel novembre 2007 da Kadokawa Shoten e un secondo CD uscì poco dopo. Nel maggio 2010 fu pubblicato anche un terzo CD.

### Anime
Nel luglio 2009 venne annunciato un adattamento animato per la televisione. L'anime è andato in onda dall'11 aprile al 19 settembre 2010, per un totale di 24 episodi. Il primo DVD (con i primi 12 episodi) fu pubblicato il 1º giugno 2010 mentre il secondo (con gli ultimi 12 episodi) il 1º ottobre 2010.
Nel primo arco narrativo della serie il tema di apertura dell'opening si chiama "Uragiri no nai Sekai" mentre quello finale è "Aoi Ito", entrambi cantati dalla band giapponese Rayflower. Il singolo, per entrambi i temi di apertura e di chiusura, è stato pubblicato il 26 maggio 2010. Il tema di apertura e di chiusura del secondo arco narrativo sono rispettivamente "Inishie" e "Kizuna" cantate sempre dai Rayflower.

#### Episodi
| Nº | (traduzione letterale) Giapponese 「Kanji」 - Rōmaji | In onda           | In onda |
| Nº | (traduzione letterale) Giapponese 「Kanji」 - Rōmaji | Giapponese        |         |
| 1  | Ora, inizia a muoversi 「刻、動き出す」 - Toki, Ugokidasu | 11 aprile 2010    |         |
| 1  | Yuki Sakurai fu abbandonato dalla sua madre biologica e fu lasciato in un orfanotrofio, dove trascorse la sua infanzia da solo con altri orfani. Ora, come studente liceale, Yuki ha recentemente incominciato ad avere diversi sogni misteriosi che lo lasciano con una sensazione nostalgica di aver vissuto una vita precedente. Una sera riceve una lettera da un mittente sconosciuto che lo lascia preoccupato. Quando risponde alle grida di aiuto di un compagno di studi Yuki viene quasi investito da un camion ma viene salvato da un misterioso uomo dagli occhi argentei. |                   |         |
| 2  | Indagine eterna 「永劫の調べ」 - Eikō no Shirabe | 18 aprile 2010    |         |
| 2  | Yuki incontra un giovane dai capelli lunghi che dice di chiamarsi Takashiro Giou e afferma di essere suo fratello maggiore e gli chiede di venire con lui a Tokyo. Più tardi ha un confronto con Uzuki, a scuola, e i suoi poteri quasi impazziscono. Spaventato e confuso scappa e incontra Zess che lo conforta. Mentre incominciano a camminare vengono attaccati da dei demoni ma vengono salvati da Touko e Tsukumo. Takashiro gli parla del clan Giou, di come tutti i suoi membri hanno poteri speciali e del fatto che hanno bisogno del suo potere. |                   |         |
| 3  | La notte di Walpurgis 「ワルプルギスの夜」 - Warupurugisu no Yoru | 25 aprile 2010    |         |
| 3  | Yuki è turbato dopo il suo incontro con Murasame, Tsukumo e Giou. Deve decidere se andare con Takashiro o rimanere con i bambini dell'orfanotrofio. Zess guarda gentilmente il confuso Yuki mentre gli agenti del male si avvicinano. Zess avverte Yuki di rimanere all'orfanotrofio ma, proprio quella notte, due orfani scompaiono e a Yuki viene chiesto di aiutare le ricerche. |                   |         |
| 4  | Giorni perduti - Bianco domani 「帰らぬ日々 白き明日」 - Kaeranu Hibi Shiroki Ashita | 2 maggio 2010     |         |
| 4  | Mentre cerca gli orfani scomparsi Yuki riceve una telefonata dal suo compagno di classe, Uzuki, e per questo va a scuola (dove lo attenderà una trappola). Preoccupato per Yuki, Tsukumo usa il suo potere per trovarlo e salvarlo. |                   |         |
| 5  | Incontrarsi di nuovo 「新たな出逢い」 - Arata na Deai | 9 maggio 2010     |         |
| 5  | Dopo aver trovato il suo posto tra le file del Clan Giou, Yuki decide di recarsi a Tokyo con Luka e gli altri Guardiani Zweilt. Durante il viaggio, mentre Luka dorme al suo fianco, Yuki vive sentimenti inspiegabili. |                   |         |
| 6  | Il confine tra luce e disperazione 「光と絶望の境目」 - Hikari to Zetsubō no Sakaime | 16 maggio 2010    |         |
| 6  | A Tokyo Yuki e Luka aspettano Takashiro. Una ragazza viene attaccata da un uomo la cui identità si rivelerà essere quella di un golem. La ragazza è poi posseduta da una Duras, la quale rivela che il suo motivo per uccidere Yuki è quello di avere in cambio un desiderio. A questo punto Hotsuma (la Voce di Dio) entra nel campo di battaglia con la sua fiamma ardente. |                   |         |
| 7  | La dimora Crepuscolo 「黄昏館」 - Tasogare Kan | 23 maggio 2010    |         |
| 7  | Yuki e gli altri finalmente arrivano, al tramonto, alla Twilight Mansion. All'arrivo vengono salutati da Aya Kureha e Tachibana Giou, il maggiordomo e il direttore della villa. Yuki è turbato dal sentimento nostalgico che circonda la villa, quasi come se l'avesse già vista. |                   |         |
| 8  | Brand Zess 「ブランド・ゼス」 - Burando Zesu | 30 maggio 2010    |         |
| 8  | Dopo che tutti hanno fatto colazione Tachibana conduce Yuki, insieme con gli altri Guardiani Zweilt, al bagno comunale, che è occupato da Toko Murasame e Aya Kureha. Luka porta, al mattino, Yuki a scuola. Fuori dalla scuola Kanata tenta di convincere Yuki a tornare con lui, ma viene interrotto dall'arrivo di Toko e Tsukumo. Dopo il colloquio con Kanata Yuki incomincia a dubitare della sua decisione di unirsi al clan Giou. Tuttavia Luka lo rassicura sul fatto che dovrebbe seguire qualsiasi cosa in cui crede ma, improvvisamente, tre demoni (di medio livello) attaccano il gruppo e tentano di rapire Yuki. |                   |         |
| 9  | Cicatrice 「キズアト」 - Kizuato | 6 giugno 2010     |         |
| 9  | Yuki vede la cicatrice sul petto di Shusei e chiede a Luka "Perché non è in grado di guarire"? Luka risponde "Perché sono delle cicatrici che vengono dagli amici". Gli altri componenti del gruppo sono preoccupati per Shusei perché sembra malato. La polizia gli chiede aiuto su un caso di persone scomparse: sono stati rapiti 8 ragazzi delle scuole superiori. Pensano che sia legato alla sindrome della bella addormentata. |                   |         |
| 10 | Pianto disperato 「慟哭」 - Dōkoku | 13 giugno 2010    |         |
| 10 | Takashiro ordina agli Zweilt di non cercare Shusei. Shusei si sveglia in un posto strano circondato dagli 8 ragazzi delle scuole superiori scomparsi. Ashley entra in scena e gli rivela che c'è lei dietro la sindrome della bella addormentata. Mette le ragazze infatuate in un sonno fatale per raccogliere il potere delle loro emozioni e tiene per sé i ragazzi. Gli Zweilt trovano un video che gli propone di scambiare "la Luce di Dio" in cambio della vita di Shusei. Nel frattempo, Ashley cerca di ottenere informazioni sugli Zweilt da Shusei. Toko e Tsukumo vanno nella casa delle ultime ragazze scomparse per trovare altri indizi sul rapimento di Shusei. Mentre Toko è dentro, Tsukumo risponde a una richiesta di aiuto ma viene attaccato dagli Opast gemelli e viene quasi ucciso da Reiga. |                   |         |
| 11 | Ciò che è effimero, forte e nobile 「儚く強く尊いもの」 - Hakanaku Tsuyoku Totoi Mono | 20 giugno 2010    |         |
| 11 | Con l'aiuto di Yuki, Tsukumo avverte gli altri della presenza di Reiga. Yuki, Luka e Hotsuma sono partiti alla ricerca di Ashley e Shusei mentre Takashiro gestisce le cose alla villa prima di mettersi in contatto con loro. I tre entrano nella barriera di Ashley, un tetro parco divertimenti dove le sue bambole imbottite li attaccano. Luka le affronta mentre Hotsuma e Yuki proseguono. Si imbattono in Kanata, che cerca di convincere Yuki a dimenticarlo e tornare con lui. Yuki declina e lascia Kanata. Hotsuma e Yuki raggiungono infine Shusei, che sembra essere senza vita. |                   |         |
| 12 | Essere una "coppia" 「“二人” ということ」 - Futari” to Iu Koto | 27 giugno 2010    |         |
| 12 | Hotsuma combatte Ashley ma non riesce a tenerle testa a causa delle ferite riportate. Proprio mentre sta per ucciderlo, le sue urla svegliano Shusei che accoltella Ashley. I due si sentono rinvigoriti per essere di nuovo insieme. Proprio mentre stanno per ucciderla, i gemelli Opast, Jekyll e Hyde, si presentano e sembrano sovvertire l'esito dello scontro ma Luka arriva in tempo per uccidere Ashley e salvarli. Proprio mentre stanno per finire Jekyll e Hyde appare Reiga. Yuki lo riconosce come Kanata. |                   |         |
| 13 | Ironia della sorte 「運命の皮肉」 - Unmei no Hiniku | 4 luglio 2010     |         |
| 13 | Yuki è stordito dall'aspetto del suo amico d'infanzia, Kanata. Mentre Yuki lotta per negare il fatto che Reiga stia cercando di ucciderlo gli altri cercano di proteggerlo. Nel frattempo i gemelli Opast si sono ripresi dalle ferite grazie al potere di Reiga. Nel frattempo, Luka è distratto da Fenrir, la famigerata bestia. Luka, Shusei e Hotsuma riescono tutti a sconfiggere i loro rispettivi nemici e si precipitano dalla parte di Yuki mentre Reiga cerca di ucciderlo. Takashiro appare appena in tempo per proteggere Yuki. Takashiro e Reiga usano entrambi i loro libri antichi per evocare potenti bestie che poi si impegnano in una furiosa battaglia. Mentre Takashiro si prepara a dare il colpo finale a Reiga Yuki lo ferma chiedendo a Reiga di dirgli che i loro ricordi passati non erano bugie. Reiga scappa dopo aver avvertito Yuki di non fidarsi di tutto ciò che Takashiro gli ha detto. |                   |         |
| 14 | Una catena chiamata contratto 「契約という名の鎖」 - Keiyaku to Iu Na no Kusari | 11 luglio 2010    |         |
| 14 | Dopo il breve scontro con Reiga, Yuki dorme per due giorni a causa dello shock che ha ricevuto dopo che ha scoperto che il suo amico d'infanzia, Kanata, era in realtà Reiga. Mentre gli altri si preoccupano di Yuki si dà da fare con le faccende di casa e aiuta nella magione per dimenticare il dolore del tradimento di Kanata. D'altra parte, Shusei e Hotsuma si riconciliano, promettendo di non evitare l'altro di nuovo a causa del senso di colpa, mentre Tsukumo e Touko cercano di affrontare Luka riguardo a Yuki nella sua vita precedente. Quando Yuki ha detto che vorrebbe ricordare di più su Luka, Tachibana si avvicina a loro e informa Yuki della richiesta di Takashiro di fargli visitare la residenza di Kamakura per fargli sapere di più sul suo passato. |                   |         |
| 15 | Risoluzione, e... 「決意、そして…」 - Ketsui, soshite... | 18 luglio 2010    |         |
| 15 | Yuki si appresta a partire per la residenza Kamakura con Luka e Tachibana. Senshiro, uno Zweilt alle prime armi, viene a prendere Yuki e il suo entourage, fermandosi sulla strada per prendere il suo compagno, Kuroto (un grande giocatore di shogi che ha deciso di smettere per concentrarsi sulla battaglia). Arrivato alla casa principale Luka dice a Yuki che non è in grado di entrare nella residenza poiché certe persone non lo vogliono lì a causa per il fatto che lui è un Duras. Yuki assicura a Luka di essere determinato a sapere tutto sui suoi poteri, sulla battaglia e anche sulla sua vita passata, mentre Luka si chiede se Yuki si sentirà diversamente dopo aver saputo del loro passato. All'ingresso della residenza di Kamakura Yuki viene accolto dal maggiordomo della casa, Fuyutoki, che è il fratello maggiore di Aya, quello che gestisce la Twilight Mansion. Yuki viene accompagnato in una stanza dove, più tardi, viene raggiunto da Takashiro. |                   |         |
| 16 | Il tempo che fa congelare 「凍結された時間」 - Touketsusareta Jikan | 25 luglio 2010    |         |
| 16 | Takashiro invita Yuki ad accompagnarlo in una passeggiata attraverso i giardini. Passando attraverso un boschetto di bambù Yuki sente un senso di nostalgia verso il luogo. Quando Takashiro sobbalza in un dolore improvviso Yuki scopre di più su di lui: Takashiro sta ospitando un Duras dentro di sé che gli permette di curare le sue ferite, di essere immortale e di mantenere i suoi ricordi. Takashiro ha vissuto per oltre 1000 anni ed era presente fin dall'inizio della battaglia. Rivela a Yuki che non è imparentato con lui e che ciò che gli ha inizialmente detto era una bugia per ottenere la sua fiducia. La reincarnazione dei guardiani Zweilt è anche merito di Takashiro che convoca le loro anime nel mondo per partecipare alla battaglia. Ricevendo empatia e comprensione da Yuki, che assicura a Takashiro di essere una persona importante per lui anche se non possiedono legami di sangue, Takashiro lo porta a un monumento che è conosciuto come la "Pietra di Dio", la fonte dei poteri della famiglia Giou. Lì spiega le origini di Reiga, che nacque dall'unione tra una donna del clan e un uomo Opast, rendendolo un "bambino proibito". L'intento principale di Reiga è quello di distruggere gli umani, poiché li considera non degni della vita. Takashiro afferma che Reiga si è reincarnato in Kanata e non ha memoria del suo sé passato prima del suo risveglio, assicurando a Yuki che il Kanata con cui ha trascorso la sua infanzia non era solo una facciata. Sollevato, Yuki si appresta ad ascoltare da Takashiro quale evento fu la causa del tradimento di Reiga. |                   |         |
| 17 | Fiori di ciliegio 「桜」 - Sakura | 1 agosto 2010     |         |
| 17 | Takashiro racconta gli eventi che sono avvenuti 1000 anni fa, durante il periodo Heian. Il clan Giou era una famiglia ben nota che serviva direttamente la corte reale ed era guidata da 4 personaggi di alto rango: Ario, Takashiro, Reiga e una ragazza di nome Yomi. Reiga era temuto e schivato a causa del suo sangue misto, ma era supportato da Takashiro e Yomi. Vivevano in relativa pace fino a quando un ordine della corte reale intimò al clan Giou di sterminare alcuni demoni di alto rango accidentalmente convocati. Takashiro accettò il compito e partì dal villaggio lasciando Reiga e Yomi in sua difesa. Prima di andarsene, tuttavia, disse che sarebbe tornato per assistere allo sbocciare dell'albero di sakura solitario (che non aveva prodotto fiori per molto tempo). Il compito di sterminare i demoni lo impegnò più a lungo del previsto e, mentre cavalcava per tornare a casa, notò un grande incendio che devastava il villaggio. Una volta arrivato sul luogo parlò con un abitante ferito che gli raccontò di come Reiga avesse disattivato la barriera posta a protezione del villaggio permettendo a un'orda di mostri di assalire il posto. Dopo la rivelazione corse nella stanza di Yomi ma la trovò morta. Takashiro interrogò Reiga sul motivo di quel gesto ottenendo come risposta (prima della sua fuga) che: "è già troppo tardi". Yuki, dopo aver appreso dell'evento che ha dato il via alla battaglia, decide di continuare a supportare il clan. Si scopre anche che Ibuki e Tsubaki sono le sue zie; essendo loro le sorelle più giovani di Mizuki. Dopo aver dato una foto di Mizuki a Yuki lo rassicurano sulla sua nascita che non fu priva di significato ma fu amato e voluto. Non viene rivelato, tuttavia, il perché Mizuki non disse mai il nome di suo marito alle sue sorelle e il motivo per cui Yuki fu lasciato all'orfanotrofio. |                   |         |
| 18 | Un mondo senza te 「あなたのいない世界」 - Anata no Inai Sekai | 8 agosto 2010     |         |
| 18 | Yuki decide di visitare Luka e gli vengono assegnati Senshiro e Kuroto come guardie del corpo. Yuki viene a sapere da Kuroto che lui e Senshiro devono a Luka un grande favore. Nel frattempo Touko e Tsukumo prendono segretamente un treno per la villa di Kamakura, per controllare Yuki. Mentre Yuki vaga per il complesso, fuori dalla villa, alla ricerca di Luka, Luka incontra Elegy, un Opast di classe generale, in una radura all'interno di una foresta. Cerca di persuadere Luka a tornare dalla parte di Duras ma viene respinta. Una breve battaglia si svolge con Luka che disarma facilmente Elegy, molto probabilmente perché lei si è rifiutata di usare tutta la sua potenza. Mentre Luka sta per uccidere Elegy una figura appare davanti a lui: la femmina Yuki del passato. Luka è stordita nel vederla e abbassa la guardia, abbracciandola, mentre lei gli dice ripetutamente che lo ama. La figura si è rivela un'illusione quando Tsukumo ferisce Elegy con un colpo sparato dalla sua pistola. Elegy, in inferiorità numerica, si ritira. Dall'altro lato della foresta Yuki è tornato di corsa alla villa da Senshiro e Kuroto dopo che hanno percepito Elegy. Yuki, tuttavia, rimane preoccupato per Luka mentre entra nella villa. |                   |         |
| 19 | La coppia della vendetta 「復讐の戒めの手(ペア)」 - Fukushuu no Imashime no Pea | 15 agosto 2010    |         |
| 19 | Kuroto chiede a Yuki di giocare a Shogi con lui e, durante il gioco, gli rivela il suo passato di come Senshiro è diventato il suo secondo partner. Hotsuma e Shusei sono convocati nella residenza Kamakura. |                   |         |
| 20 | Peccato, punizione, promessa, e... 「罪と罰と約束と」 - Tsumi to Bachi to Yakusoku to | 22 agosto 2010    |         |
| 20 | Profondamente preoccupato per il suo maestro Takashiro prova frustrazione per la sua incapacità di fare qualsiasi cosa. Yuki disobbedisce agli ordini di Takashiro e lascia la villa per cercare Luka. Nel frattempo Cadenza valuta se attaccare il Clan. Quando Yuki esce dallo scudo difensivo del complesso Cadenza solleva una barriera per intrappolarlo. Kuroto e Senshiro arrivano in tempo per difendere Yuki ma vengono surclassati. Yuki alza un muro difensivo attorno a Kuroto, a Senshiro e a sé stesso, ma incomincia a demordere sotto i ripetuti attacchi di Cadenza. Reiga appare e devia un attacco fatale di Cadenza che avrebbe spezzato il muro difensivo di Yuki. |                   |         |
| 21 | L'immagine indelebile 「消えぬ面影」 - Kienu Omokage | 29 agosto 2010    |         |
| 21 | Reiga ordina a Cadenza di ritirarsi avvolgendolo in delle catene, che Kuroto spiega, lo ucciderebbero qualora si rifiutasse di obbedire ai comandi di Reiga. Cadenza osserva, maliziosamente, che dal momento che Reiga ha già 2 Opast di classe generale sotto di lui, i suoi poteri sono attualmente divisi, rendendolo più debole. Rompendo facilmente le catene con il quale era legato Cadenza attacca Reiga. Reiga viene sopraffatto abbastanza presto ma, mentre Cadenza sta per approntare il colpo finale, Luka appare all'improvviso e blocca l'attacco, salvando Reiga. Chiedendo sia a Kuroto sia a Senshiro di accompagnare Yuki nella villa Luka promette a Yuki che proteggerà Reiga se questo è il suo desiderio. Mentre sia Luka sia Cadenza rilasciano i loro poteri in preparazione di un duello compaiono gli altri Zweilts. Cadenza punta su un attacco furtivo contro Yuki ma viene fermato da Reiga, ma ancora una volta arriva Yuki in loro soccorso, sorprendendo tutti. Yuki è ancora sicuro che esista Kanata da qualche parte in Reiga, tuttavia, Reiga afferma che l'averlo risparmiato fa solo parte di un suo piano e ribadisce il fatto che Kanata non esiste più. Mentre Yuki continua a negare le parole di Reiga, Cadenza chiede a Reiga dove sia la sua lealtà. |                   |         |
| 22 | Verso la battaglia decisiva... 「決戦へ…」 - Kessen he... | 5 settembre 2010  |         |
| 22 | Reiga e Cadenza si ritirano concedendo a tutti un respiro di sollievo. Avendo spinto il suo potere al limite Yuki perde conoscenza e sviene. Visto il danno che Yuki ha subito in battaglia gli Zweilts si sono radunati nella villa di Kamakura per rinnovare la loro promessa di porre fine alla guerra. Il dottore avverte Tachibana e Luka che se Yuki usa di nuovo il suo potere mentre è ancora debole morirà. Mentre Yuki e Takashiro sono costretti a letto Elegy fa bere a Hyde, il gemello sopravvissuto, il suo sangue, per renderlo più forte. I tre Opast attaccano la residenza Kamakura. Quando Yuki dice a Luka che intende unirsi al combattimento Luka non glielo permette, lasciando Sodom a farli da guardia. Tuttavia, Yuki non è comunque in grado di rimanere al sicuro e viene costretto a combattere. Quando Yuki convoca il suo potere per aiutare gli Zweilts, Reiga si fionda su di lui e lo rapisce, poi gli Opast si ritirano. |                   |         |
| 23 | La battaglia dei traditori 「裏切りの戦い」 - Uragiri no Tatakai | 12 settembre 2010 |         |
| 23 | Reiga rapisce Yuki e lo usa per attirare Luka e gli Zweilts nel suo territorio. Takashiro scopre la posizione di Reiga e manda Luka e gli Zweilts a salvarlo. Hyde viene ingaggiato da Hotsuma e Shusei, Elegy viene ingaggiata da Tsukumo e Touko, Cadenza viene ingaggiato da Kuroto e Senshiro, lasciando Luka ad affrontare, da solo, Reiga per salvare Yuki. Durante la battaglia con Reiga Luka viene gravemente ferito. Poi Reiga cerca di colpire Yuki, con l'intenzione di ucciderlo, ma Luze (fratello minore di Luka) ferma il colpo, perché ritiene che Yuki sia essenziale per i loro piani. |                   |         |
| 24 | Cuori legati 「心ヲツナグ者」 - Kokoro o Tsunagu Mono | 19 settembre 2010 |         |
| 24 | Reiga ordina a Luze, il fratello gemello minore di Luka, di eliminare tutto ciò che gli ostacola, quindi Luze combatte con Luka. Durante il combattimento di Luze e Luka, Takashiro sfonda la barriera di Reiga e lo affronta usando l'oscurità dentro di sé (il Duras che è nel suo corpo) per arrivare alla sua stessa forza. Yuki decide di usare il suo potere per porre fine al ciclo ma il suo potere sfugge al controllo. Reiga ordina a Luze di andarsene perché quando si scatena "la Luce di Dio" dissipa tutta l'oscurità e può mettere in pericolo la stessa esistenza dei Duras. Luze, Cadenza ed Elegy fuggono dalla "Luce di Dio" mentre Hyde viene distrutto e le ferite degli Zweilts vengono guarite. Yuki non è in grado di fermare il suo potere ma Luka riesce a salvarlo. Luka, Takashiro e gli Zweilts tornano alla residenza Kamakura con Yuki. Takashiro dice che il rituale profetico non ha rivelato "alcuna emergenza", quindi si presume che non ci sia alcuna minaccia immediata, da parte di Reiga, nel prossimo futuro. Takashiro esonera gli Zweilts dal loro compito consentendogli di vivere la vita che preferiscono (fino alla prossima battaglia). |                   |         |

### Live Action
Un adattamento teatrale dell'opera è stato prodotto nel novembre 2012.

## Accoglienza
Il quarto, il quinto e il sesto volume del manga sono stati inclusi nella categoria best seller del New York Times.